# Нелидовски рејон
Нелидовски рејон (рус. Нелидовский район) административно-територијална је јединица другог нивоа и општински рејон у југозападном делу Тверске области, на северозападу европског дела Руске Федерације.
Административни центар рејона је град Нелидово. Према проценама националне статистичке службе Русије за 2014. на територији рејона је живело 28.406 становника или у просеку око 10,79 ст/км².

## Географија
Нелидовски рејон налази се у југозападном делу Тверске области и обухвата територију површине 2.632 км². Ограничен је територијама 6 тверских рејона, и то са Андреапољским рејоном на северу, на североистоку и истоку су Селижаровски и Олењински, а на југу Бељски рејон. На југозападу је Жарковски, а на западу Западнодвински рејон.
Најважнији водотоци су реке Межа са својом притоком Лучесом и Велеса (све у сливу Западне Двине), док ка сливу Волге отичу Жукопа и Тудовка.
Рејонска територија лежи на микроцелини Валдајског побрђа познатој као Оковска шума.

## Историја
Нелидовски рејон успостављен је 1929. као административна јединица тадашњег Ржевског округа Западне области. У састав Калињинске (данас Тверске) области улази по њеном оснивању 1935. године, а потом поново од 1957. године (пошто је од августа 1944. био делом Великолушке области).

## Демографија и административна подела
Према подацима пописа становништва из 2010. на територији рејона је живело укупно 30.731 становника, док је према процени из 2014. ту живело 28.406 становника, или у просеку 10,79 ст/км². Око 75% популације је живело у административном центру рејона.
| 1959. | 1970. | 1979. | 1989.  | 2002.  | 2010.  | 2014.   |
| ----- | ----- | ----- | ------ | ------ | ------ | ------- |
| ---   | ---   | ---   | 41.872 | 35.298 | 30.731 | 28.406* |

Напомена: * Према процени националне статистичке службе.
На подручју рејона постоји укупно 170 насељених места подељених на укупно 6 општина (5 сеоских и 1 градска). Административни центар рејона је град Нелидово.

## Саобраћај
Преко територије рејона пролази међународни аутопут Москва—Рига, а Нелидово је магистралним друмом повезано и са Смоленском на југу и Осташковом на северу.